# 格蕾塔·安诺生
格蕾塔·安诺生（丹麥語：Greta Andersen，1927年5月1日—2023年2月6日），丹麦女子游泳运动员。她曾代表丹麦参加1948年和1952年夏季奥林匹克运动会游泳比赛，获得一枚金牌和一枚银牌。